# 無限ラビリンス
「無限ラビリンス」（むげんラビリンス）は、日本の女性アイドルユニット・NEO fromアイドリング!!!の楽曲。2015年6月26日にFUJI PACIFIC MUSICからリリースした、通算4枚目となるラスト・シングル。楽曲の制作は、音楽プロデューサー・伊秩弘将が担当している。

## 背景・制作
前作「キミといたナツ」から、約10ヶ月ぶりの4thシングル。
2015年4月に伊藤祐奈・石田佳蓮がユニットを卒業し、残るアイドリング!!!NEO期生メンバー5人の体制による楽曲となっている。また、同年10月末でユニットの活動終了が決定しているため、同ユニット最後のシングルと銘打っている。
楽曲の制作は、音楽プロデューサー・伊秩弘将と編曲を佐久間誠が務め、両者ともデビューシングルから引き続き担当している。
表題曲
サウンドは、5人体制となったメンバーが、目指す場所に向かって進む決意を表現した、疾走感のあるダンスチューンとなっている。
リーダーの関谷真由は、歴代の楽曲の中でも、ボーカルを含むダンスパフォーマンスが激しい曲だと述べている。
カップリング曲
カップリング曲「ショコラ☆ロマンティック」は、当ユニットが2014年末に女性アイドルグループ・Doll☆Elementsと、期間限定で活動したコラボユニット「どる☆NEO」名義でリリースした楽曲。NEO fromアイドリング!!!単独のバージョンとして再録された。

## リリース
楽曲のシングルは全国販売網での流通は無く、当ユニットのライブ会場及びイベント会場と、フジテレビe!ショップでのみで販売された。構成はCDのほかDVDが付属し、生写真（全10種の内ランダム1種）の封入特典が付く。また、ライブ会場及びイベント会場の予約購入者には「イベント参加券」が配布されている。
アートワーク
ジャケット及びステージ衣装は、各メンバーの公式イメージカラーに沿った配色デザインとなっている。

## プロモーション
主催イベント
発売を記念した「握手会イベント」が、以下の日時・場所で実施された。
- 「無限ラビリンス」発売記念 握手会 
2015年5月31日・6月7日・19日 フジテレビ湾岸スタジオ 1F多目的スペース
2015年6月26日 AKIBAカルチャーズ劇場

その他
フジテレビe!ショップ購入者に限り先着で、ランダムによるメンバー全員分の直筆サイン入りを含む、ショップ限定オリジナル生写真付きの特典キャンペーンを実施している。

## ミュージック・ビデオ
リリースに先行して、楽曲のフルバージョンがYouTubeで無料公開されている。また、付属するDVDにも収録されている。
楽曲の振り付けは、表題になっている∞(無限大)の形に沿ったフォーメーションの移動を意識しており、振りが大きく激しいと、リーダー関谷真由は述べている。劇中では、迷宮(ラビリンス)の窓から這い上がり脱け出そうとする、各メンバーのもがく様子を描写している。

## ライブ・パフォーマンス
楽曲は、2015年6月開催の『NEO殿Live Night』定期公演で初披露された。以下、各地イベントなどでライブ披露している。
- Happy Jam:3.01（2015年6月13日、関西テレビなんでもアリーナ）
- お台場夢大陸 〜ドリームメガナツマツリ〜（2015年7月 - 8月、フジテレビ本社屋・夢大陸マイナビステージ）
- TOKYO IDOL FESTIVAL 2015（2015年8月1・2日、お台場・青海特設会場）
- NEO殿Live Tour 2015 〜未来へ〜
（2015年8月16日、大阪市・梅田Zeela）（2015年8月29日、新宿ReNY）

## シングル収録トラック
| 全作詞・作曲: 伊秩弘将、全編曲: 佐久間誠。 |                                                           |          |            |      |
| #                                          | タイトル                                                  | 作詞     | 作曲・編曲 | 時間 |
| 1.                                         | 「無限ラビリンス」                                        | 伊秩弘将 | 伊秩弘将   | 4:30 |
| 2.                                         | 「ショコラ☆ロマンティック」(NEO fromアイドリング!!! ver.) | 伊秩弘将 | 伊秩弘将   | 5:32 |
| 合計時間:                                  | 合計時間:                                                 | 10:02    |            |      |

| #  | タイトル                        | 作詞 | 作曲・編曲 |
| -- | ------------------------------- | ---- | ---------- |
| 1. | 「無限ラビリンス」(Music Video) |      |            |
| 2. | 「MV メイキング映像」           |      |            |